# Fontaine-sous-Préaux
Fontaine-sous-Préaux – miejscowość i gmina we Francji, w regionie Normandia, w departamencie Sekwana Nadmorska.
Według danych na rok 1990 gminę zamieszkiwały 474 osoby, a gęstość zaludnienia wynosiła 135 osób/km² (wśród 1421 gmin Górnej Normandii Fontaine-sous-Préaux plasuje się na 470. miejscu pod względem liczby ludności, natomiast pod względem powierzchni na miejscu 807.).